# Iodur d'argent
El iodur d'argent, és un compost inorgànic iònic format per cations argent(1+), {\displaystyle {\ce {Ag^+}}}, i anions iodur, {\displaystyle {\ce {I^-}}}, amb la fórmula {\displaystyle {\ce {AgI}}}. És un compost de color groc pàl·lid, fotosensible, utilitzat en fotografia, en medicina com a antisèptic o en la fabricació de núvols artificials.

## Història

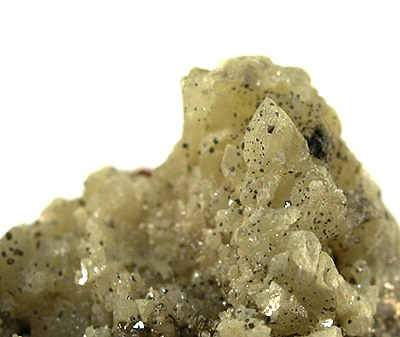
Iodargirita

El iode fou descobert pel químic francès Bernard Courtois el 1811 a partir de la calcinació d'algues marines. Encarregà el seu estudi als químics francesos Nicolas Clément (1779-1841) i Charles Bernard Desormes (1777-1862), els quals realitzaren una investigació sistemàtica. En el decurs d'aquesta recerca feren reaccionar el iode amb l'argent i obtingueren per primera vegada iodur d'argent el 1813.
A la naturalesa hom hi troba el mineral iodargirita que té la composició química de iodur d'argent, color groc verdós amb ratlla groc brillant. La fase correspon a la β-AgI. Fou analitzat per Louis N. Vauquelin el 1825, essent la primera substància mineral en la qual s'hi descobrí el iode.

## Propietats
Malgrat que l'enllaç present en el iodur d'argent es descriu com iònic la participació de l'enllaç covalent és molt alta (46 %), a diferència dels altres halurs d'argent: bromur d'argent (26 %), clorur d'argent (24 %) i fluorur d'argent (10 %). S'observa que augmenta en augmentar la polaritzabilitat de l'anió.
El iodur d'argent presenta polimorfisme. S'han descrit tres fases a pressió atmosfèrica. Fins a 147 °C el {\displaystyle {\ce {AgI}}} cristal·litza en dues diferents estructures: en una estructura del sistema hexagonal, tipus wurtzita, anomenada β-AgI i en una del sistema cúbic, tipus blenda de zinc o esfalerita, anomenada γ-AgI. A partir de 147 °C fins a la temperatura de fusió a 555 °C hom troba una estructura en la qual els iodurs adopten una estructura cúbica centrada en el cos, la α-AgI.
La conductivitat elèctrica de les dues primeres fases és baixa, corresponent a substàncies semiconductores, però la darrera té una conductivitat semblant a la dels metalls malgrat ser un compost iònic. La conductivitat és deguda al transport dels cations argent(1+), {\displaystyle {\ce {Ag^+}}}, a través de la xarxa cristal·lina a diferència de la conductivitat dels metalls que és deguda als moviments dels electrons. És un conductor anomenat superiònic. Els voluminosos anions iodur, {\displaystyle {\ce {I^-}}}, es disposen en una estructura cúbica centrada en el cos deixant sis buits octaèdrics i dotze tetraèdrics per cada cel·la elemental, que poden ser ocupats pels petits cations {\displaystyle {\ce {Ag^+}}}. Com que només ocupen una novena part d'ells poden moure's d'un a l'altre com si es tractés d'una sal fosa. El iodur d'argent és el que presenta una conductivitat més alta d'aquest tipus. Altres composts que presenten aquesta propietat són el sulfur d'argent i el selenur d'argent.

## Preparació
El iodur d'argent es prepara escalfant una dissolució de nitrat d'argent, {\displaystyle {\ce {AgNO3}}}, amb una dissolució de iodur de sodi o iodur de potassi, {\displaystyle {\ce {NaI}}} o {\displaystyle {\ce {KI}}}, seguit d'un rentatge del precipitat format amb aigua bullent a la foscor o sota llum vermella per evitar la reducció del catió argent(1+) a argent metàl·lic. La reacció és:
{\displaystyle {\ce {AgNO3 + KI -> AgI + KNO3}}}

## Aplicacions
S'ha emprat en solucions que contenen entre un 5 i un 49% de iodur d'argent col·loidal s'han emprat en el tractament d'infeccions de les mucoses. Els ungüents, que normalment contenen un 5%, s'han usat en condicions inflamatòries de l'ull, l'oïda i el nas.

### Fotografia

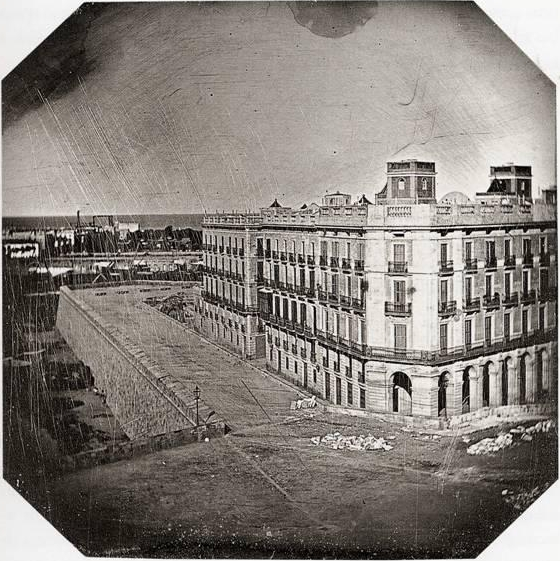
Primer daguerrotip a Barcelona 1848

Els processos fotogràfics pràctics foren ideats a la dècada de 1830 per Louis-Jacques-Mandé Daguerre a França i per William Henry Fox Talbot a Anglaterra. En el mètode de Daguerre, una placa de plata platejada amb iodur d'argent s'exposa a la llum en una càmera, i el iodur d'argent exposat es descompon a argent metàl·lic i iode. S'obté una imatge clara tractant el plat amb vapor de mercuri (que amalgama l'argent) i netejant amb una dissolució salina forta per eliminar el iodur d'argent restant. Es pot veure una imatge positiva mantenint aquest daguerrotip en una il·luminació obliqua amb un fons fosc, de manera que les zones de plata amalgamades semblen brillants i la placa de plata sembla fosca. Posteriorment el iodur d'argent se seguí utilitzant, conjuntament amb el bromur d'argent, a les pel·lícules fotogràfiques fins a l'adveniment de la fotografia digital.

### Pluja artificial

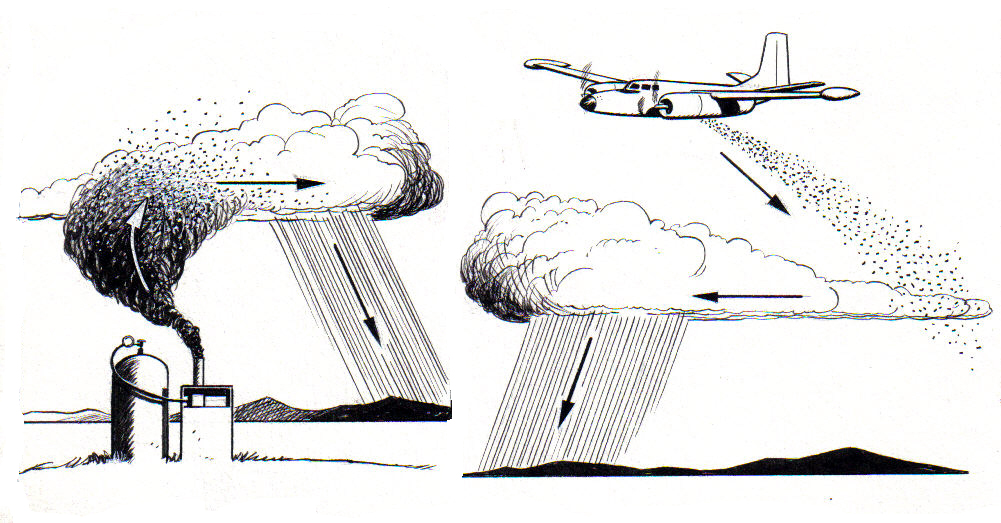
Pluja artificial

Els primers experiments de sembra de núvols foren realitzats el 1946 pel químic i meteoròleg estatunidenc Vincent J. Schaefer, i des d'aleshores la sembra s'ha realitzat a partir d'avions, coets, canons i generadors a terra. S'han utilitzat moltes substàncies, però el diòxid de carboni sòlid (gel sec) i el iodur d'argent han estat els més efectius. El iodur d'argent té una estructura cristal·lina igual al gel. Quan s'utilitza en núvols superrefredats (compostos per gotes d'aigua a temperatures inferiors a la congelació), formen nuclis al voltant dels quals s'evaporen les gotes d'aigua. L'aigua es diposita sobre les partícules formant cristalls de gel, que es construeixen ràpidament a mesura que s'adhereixen més gotes d'aigua. És important recalcar que la sembra de iodur d'argent per generar pluja artificial només és útil en núvols superrefredats, fet que fa dubtar de la seva viabilitat econòmica.
Altres experiments s'han dut a terme sobre huracans per tal de disminuir la seva intensitat i desviar la seva trajectòria pel projecte Stormfury, però la seva eficàcia no ha estat provada.